# XVI Giochi paralimpici estivi
I XVI Giochi paralimpici estivi (第十六回パラリンピック競技大会?, Dai Jūroku-kai Pararinpikku Kyōgi Taikai) si sono tenuti a Tokyo, in Giappone, dal 24 agosto al 5 settembre 2021. Secondo il calendario originale però, si sarebbero dovuti tenere dal 25 agosto al 2 settembre 2020. Il 24 marzo il CIO ha annunciato che, a causa della pandemia di COVID-19, sarebbero stati posticipati, mantenendo lo stesso nome per ragioni di marketing, non oltre l'estate del 2021. Il 30 marzo seguente sono quindi state ufficializzate le nuove date (24 agosto - 5 settembre 2021).
È la seconda volta che la città di Tokyo ospita i giochi paralimpici dopo l'edizione del 1964.
In quest'edizione entrano a far parte tra gli sport in programma il badminton e il taekwondo paralimpico, mentre vengono eliminati la vela paralimpica e il calcio a 7-un-lato.

## Assegnazione
Come da accordi stipulati nel 2001 tra il Comitato Paralimpico Internazionale e il Comitato Olimpico Internazionale, il paese selezionato per ospitare i giochi olimpici dovrà ospitare anche i corrispondenti giochi paralimpici. Il 7 settembre 2013 durante la 125ª sessione del Comitato Olimpico Internazionale svoltasi a Buenos Aires, la città di Tokyo ha ottenuto la possibilità di organizzare i Giochi della XXXII Olimpiade e di conseguenza anche i XVI Giochi paralimpici estivi. La capitale giapponese ha vinto la concorrenza della città turca di Istanbul e della capitale spagnola Madrid.
| Risultati assegnazione dei XVI Giochi paralimpici | Risultati assegnazione dei XVI Giochi paralimpici | Risultati assegnazione dei XVI Giochi paralimpici | Risultati assegnazione dei XVI Giochi paralimpici | Risultati assegnazione dei XVI Giochi paralimpici |
| ------------------------------------------------- | ------------------------------------------------- | ------------------------------------------------- | ------------------------------------------------- | ------------------------------------------------- |
| Città                                             | Nazione                                           | 1º turno                                          | Spareggio                                         | 2º turno                                          |
| Tokyo                                             | Giappone                                          | 42                                                | -                                                 | 60                                                |
| Istanbul                                          | Turchia                                           | 26                                                | 49                                                | 36                                                |
| Madrid                                            | Spagna                                            | 26                                                | 45                                                | -                                                 |

## Sviluppo e preparazione

### Sedi di gara
Zona Heritage
- Stadio Olimpico: atletica, cerimonie
- Nippon Budokan: judo
- Tokyo Metropolitan Gymnasium: tennistavolo
- Yoyogi National Gymnasium: rugby in carrozzina
- Tokyo International Forum: pesistica

Altri impianti
- Poligono di Asaka: tiro
- Velodromo di Izu: ciclismo su pista
- Circuito del Fuji: ciclismo su strada
- Makuhari Messe: goalball, pallavolo paralimpica, scherma in carrozzina
- Musashino Forest Sport Plaza: pallacanestro in carrozzina

Zona Tokyo Bay
- Ariake Coliseum: tennis in carrozzina
- Parco di Yumenoshima: Tiro con l'arco
- Baji-kōen: equitazione
- Parco marino di Odaiba: paratriathlon
- Tokyo Aquatics Centre: nuoto
- Ariake Gymnastics Centre: boccia
- Sea Forest Waterway: canottaggio, paracanoa
- Aomi Urban Sports Park: calcio a 5-un-lato
- Ariake Arena: pallacanestro in carrozzina

### Simboli

#### Emblema

Il logo ritirato.

Gli emblemi delle Olimpiadi e delle Paralimpiadi del 2020 sono stati svelati il 25 aprile 2016. L'emblema paralimpico presenta un ventaglio a forma di cerchio, riempito con un motivo a scacchiera color indaco. Il design vuole "esprimere una raffinata eleganza e raffinatezza che esemplifica il Giappone".

#### Mascotte
La rosa delle mascotte per i Giochi di Tokyo è stata svelata il 7 dicembre 2017 e quella vincitrice è stata annunciata il 28 febbraio 2018. La coppia candidata A, creata da Ryo Taniguchi, ha ricevuto il maggior numero di voti (109.041) ed è stata dichiarata vincitrice, sconfiggendo quella di Kana Yano. la coppia B (61.423 voti) e la coppia C di Sanae Akimoto (35.291 voti).

#### Corto animato
L'emittente pubblica giapponese NHK ha prodotto una serie di cortometraggi intitolati Animation x Paralympic: Who Is Your Hero? Ogni cortometraggio presenta uno sport paralimpico diverso ed è progettato e prodotto in collaborazione con noti creatori di anime e manga.

#### Videogioco
Per la prima volta è stato realizzato un videogioco ufficiale, Pegasus Dream Tour. L'ideatore, Hajime Tabata si è focalizzato sulla filosofia alla base delle paralimpiadi e sulla loro importanza a livello sociale. Gli sport paralimpici sono presentati con la collaborazione del personaggio degli anime Doraemon e del due volte campione olimpico di pattinaggio Yuzuru Hanyū.

## I Giochi

### Paesi partecipanti
- Algeria
- Angola
- Arabia Saudita
- Argentina
- Armenia
- Aruba
- Atleti Paralimpici Rifugiati
- Australia
- Austria
- Azerbaigian
- Barbados
- Bhutan
- Bielorussia
- Belgio
- Benin
- Bermuda
- Bosnia ed Erzegovina
- Botswana
- Brasile
- Brunei
- Bulgaria
- Burundi
- Burkina Faso
- Cambogia
- Camerun
- Canada
- Capo Verde
- Cile
- Cina
- Cipro
- Colombia
- Corea del Sud
- Costa d'Avorio
- Costa Rica
- Croazia
- Cuba
- Danimarca
- Ecuador
- Egitto
- El Salvador
- Emirati Arabi Uniti
- Estonia
- Etiopia
- Figi
- Filippine
- Finlandia
- Francia
- Gabon
- Gambia
- Georgia
- Germania
- Ghana
- Giamaica
- Giappone
- Giordania
- Gran Bretagna
- Grecia
- Grenada
- Guatemala
- Guinea
- Guinea-Bissau
- Guyana
- Haiti
- Honduras
- Hong Kong
- India
- Indonesia
- Iran
- Iraq
- Irlanda
- Islanda
- Isole Fær Øer
- Isole Salomone
- Isole Vergini americane
- Israele
- Italia
- Kazakistan
- Kenya
- Kirghizistan
- Kuwait
- Laos
- Lesotho
- Lettonia
- Libano
- Liberia
- Libia
- Lituania
- Lussemburgo
- Macedonia del Nord
- Madagascar
- Malaysia
- Malawi
- Mali
- Maldive
- Malta
- Marocco
- Mauritius
- Messico
- Moldovia
- Montenegro
- Mongolia
- Mozambico
- Namibia
- Nepal
- Nicaragua
- Niger
- Nigeria
- Norvegia
- Nuova Zelanda
- Paesi Bassi
- Oman
- Pakistan
- Palestina
- Panama
- Papua Nuova Guinea
- Paraguay
- Perù
- Polonia
- Portogallo
- Porto Rico
- Qatar
- RPC[9]
- Rep. Democratica del Congo
- Rep. Ceca
- Repubblica Centrafricana
- Rep. del Congo
- Rep. Dominicana
- Romania
- Ruanda
- Saint Vincent e Grenadine
- São Tomé e Príncipe
- Senegal
- Serbia
- Sierra Leone
- Singapore
- Siria
- Slovacchia
- Slovenia
- Somalia
- Spagna
- Sri Lanka
- Stati Uniti
- Sudafrica
- Svezia
- Svizzera
- Tagikistan
- Taipei Cinese
- Tanzania
- Thailandia
- Togo
- Tunisia
- Turchia
- Uganda
- Ucraina
- Ungheria
- Uruguay
- Uzbekistan
- Venezuela
- Vietnam
- Yemen
- Zambia
- Zimbabwe

### Discipline
Nel programma dei XVI Giochi paralimpici estivi sono presenti 22 discipline. Come in passato, le prove a squadre di goalball, pallavolo paralimpica, e pallacanestro in carrozzina saranno sia maschili che femminili e quelle di rugby in carrozzina miste, mentre quelle di calcio paralimpico saranno solo per uomini.
Nel mese di gennaio 2014, il Comitato Paralimpico Internazionale ha iniziato ad accettare le offerte per i nuovi sport da aggiungere al programma, che includevano: calcio per amputati, badminton, pallacanestro a 3 per atleti con disabilità intellettiva, hockey con sedia a rotelle elettrica, calcio in carrozzina e taekwondo. Il 31 gennaio 2015, il Comitato Paralimpico Internazionale ha annunciato che il badminton e il taekwondo saranno aggiunti al programma paralimpico mentre la vela e il calcio a 7-un-lato saranno eliminati per via dello scarso seguito internazionale.
- Atletica leggera
- Badminton
- Boccia
- Calcio a 5 per ciechi
- Canoa
- Canottaggio
- Ciclismo
  -  Pista
  -  Strada

- Equitazione
- Goalball
- Judo
- Nuoto
- Pallacanestro in carrozzina
- Pallavolo
- Pesistica

- Rugby in carrozzina
- Scherma in carrozzina
- Taekwondo
- Tennis in carrozzina
- Tennistavolo
- Tiro
- Tiro con l'arco
- Triathlon

### Calendario degli eventi
Le gare si sono tenute dal 25 agosto al 5 settembre 2021 (inclusi). Le cerimonie di apertura e di chiusura si sono svolte presso lo Stadio nazionale del Giappone.
| CA | Cerimonia di apertura | ● | Qualificazioni | 1 | Finali per medaglia d'oro | CC | Cerimonia di chiusura |

| Agosto/Settembre            | Agosto/Settembre            | Mar | Mer | Gio | Ven | Sab | Dom | Lun | Mar | Mer | Gio | Ven | Sab | Dom | Totale |
| Agosto/Settembre            | Agosto/Settembre            | 24  | 25  | 26  | 27  | 28  | 29  | 30  | 31  | 1   | 2   | 3   | 4   | 5   | Totale |
| --------------------------- | --------------------------- | --- | --- | --- | --- | --- | --- | --- | --- | --- | --- | --- | --- | --- | ------ |
| Cerimonie                   | Cerimonie                   | CA  |     |     |     |     |     |     |     |     |     |     |     | CC  |        |
| Atletica leggera            | Atletica leggera            |     |     |     | 14  | 17  | 20  | 15  | 24  | 14  | 18  | 17  | 23  | 5   | 167    |
| Badminton                   | Badminton                   |     |     |     |     |     |     |     |     | ●   | ●   | ●   | 7   | 7   | 14     |
| Boccia                      | Boccia                      |     |     |     |     | ●   | ●   | ●   | ●   | 4   | ●   | ●   | 4   |     | 8      |
| Calcio a 5 per ciechi       | Calcio a 5 per ciechi       |     |     |     |     |     | ●   | ●   | ●   |     | ●   |     | 1   |     | 1      |
| Canoa                       | Canoa                       |     |     |     |     |     |     |     |     |     | ●   | 4   | 5   |     | 9      |
| Canottaggio                 | Canottaggio                 |     |     |     | ●   | ●   | 4   |     |     |     |     |     |     |     | 4      |
| Ciclismo                    | Pista                       |     | 4   | 5   | 5   | 3   |     |     |     |     |     |     |     |     | 17     |
| Ciclismo                    | Strada                      |     |     |     |     |     |     |     | 19  | 6   | 5   | 4   |     |     | 34     |
| Equitazione                 | Equitazione                 |     | ●   | 3   | 2   | ●   | 1   | 5   |     |     |     |     |     |     | 11     |
| Goalball                    | Goalball                    |     | ●   | ●   | ●   | ●   | ●   | ●   | ●   | ●   | ●   | 2   |     |     | 2      |
| Judo                        | Judo                        |     |     |     | 4   | 4   | 5   |     |     |     |     |     |     |     | 13     |
| Nuoto                       | Nuoto                       |     | 16  | 14  | 14  | 14  | 13  | 15  | 14  | 15  | 15  | 16  |     |     | 146    |
| Pallavolo                   | Pallavolo                   |     |     |     | ●   | ●   | ●   | ●   | ●   | ●   | ●   | ●   | 1   | 1   | 2      |
| Pallacanestro in carrozzina | Pallacanestro in carrozzina |     | ●   | ●   | ●   | ●   | ●   | ●   | ●   | ●   | ●   | ●   | 1   | 1   | 2      |
| Pesistica                   | Pesistica                   |     |     | 4   | 4   | 4   | 4   | 4   |     |     |     |     |     |     | 20     |
| Rugby in carrozzina         | Rugby in carrozzina         |     | ●   | ●   | ●   | ●   | 1   |     |     |     |     |     |     |     | 1      |
| Scherma in carrozzina       | Scherma in carrozzina       |     | 4   | 4   | 2   | 4   | 2   |     |     |     |     |     |     |     | 16     |
| Taekwondo                   | Taekwondo                   |     |     |     |     |     |     |     |     |     | 2   | 2   | 2   |     | 6      |
| Tennis in carrozzina        | Tennis in carrozzina        |     |     |     | ●   | ●   | ●   | ●   | ●   | 1   | 1   | 2   | 2   |     | 6      |
| Tennistavolo                | Tennistavolo                |     | ●   | ●   | ●   | 5   | 8   | 8   | ●   | ●   | 5   | 5   |     |     | 31     |
| Tiro                        | Tiro                        |     |     |     |     |     |     | 3   | 2   | 2   | 1   | 2   | 2   | 1   | 13     |
| Tiro con l'arco             | Tiro con l'arco             |     |     |     | ●   | 1   | 1   | 2   | 2   |     | 1   | 1   | 1   |     | 9      |
| Triathlon                   | Triathlon                   |     |     |     |     | 4   | 4   |     |     |     |     |     |     |     | 8      |
| Agosto/Settembre            | Agosto/Settembre            | Mar | Mer | Gio | Ven | Sab | Dom | Lun | Mar | Mer | Gio | Ven | Sab | Dom | Totale |
| Agosto/Settembre            | Agosto/Settembre            | 24  | 25  | 26  | 27  | 28  | 29  | 30  | 31  | 1   | 2   | 3   | 4   | 5   | Totale |

## Medagliere
Di seguito le prime 10 posizioni del medagliere:
| Pos. | Paese         | Oro | Argento | Bronzo | Totale |
| ---- | ------------- | --- | ------- | ------ | ------ |
| 1    | Cina          | 96  | 60      | 51     | 207    |
| 2    | Gran Bretagna | 41  | 38      | 45     | 124    |
| 3    | Stati Uniti   | 37  | 36      | 31     | 104    |
| 4    | RPC           | 36  | 33      | 49     | 118    |
| 5    | Paesi Bassi   | 25  | 17      | 17     | 59     |
| 6    | Ucraina       | 24  | 47      | 27     | 98     |
| 7    | Brasile       | 22  | 20      | 30     | 72     |
| 8    | Australia     | 21  | 29      | 30     | 80     |
| 9    | Italia        | 14  | 29      | 26     | 69     |
| 10   | Azerbaigian   | 14  | 1       | 4      | 19     |